# آيت بلا اوسعيد (حربيل)
آيت بلا اوسعيد هو دُوَّار يقع بجماعة حربيل، عمالة مراكش، جهة مراكش آسفي في المملكة المغربية. ينتمي الدوّار لمشيخة حربيل التي تضم 21 دوار. يقدر عدد سكانه بـ 1706 نسمة حسب الإحصاء الرسمي للسكان والسكنى لسنة 2004.

## وصلات خارجية
- البوابة الوطنية للجماعات الترابية
- المندوبية السامية للتخطيط